# Rachel Meneguello
Rachel Meneguello é uma professora e pesquisadora brasileira no campo da Ciência Política. Atualmente, ocupa a posição de professora titular na Universidade Estadual de Campinas. 

## Biografia
Obteve seu mestrado e doutorado (1996) na UNICAMP, onde foi orientada por Vilmar Evangelista Faria. É pesquisadora do Centro de Estudos de Opinião Pública da Unicamp (CESOP) e editora da revista Opinião Pública. Membro do Planning Committee do Comparative Study of Electoral Systems, da Universidade de Michigan e do Advisory Board of the Americas Barometer, da Universidade Vanderbilt.

## Obras
Em 1998, dois anos depois de ter defendido sua Tese de Doutorado, publicou Partidos e governos no Brasil contemporâneo, e derruba um dos grandes lugares comuns e mitos da política brasileira - a crença de que os partidos políticos são instituições frágeis. Baseada na análise dos governos pós-abertura democrática, o que se descobre são partidos capazes de influenciar as composições ministeriais e os rumos de poder.

## Distinções
Recebeu o prêmio de Melhor Dissertação de Mestrado nacional concedido em 1988 pela Associação Nacional de Pesquisa e Pós-Graduação em Ciências Sociais (ANPOCS) e dois prêmios internacionais na área de estudos em opinião pública conferidos pela World Association for Public Opinion Research (1992 e 2005).
- Prêmio Nacional concedido em 1988 pela Associação Nacional de Pesquisa e Pós-Graduação em Ciências Sociais (ANPOCS)
- Dois prêmios internacionais na área de estudos em opinião pública conferidos pela WAPOR_World Association for Public Opinion Research (1992 e 2005)